# Provincia de Chiloé
La provincia de Chiloé es una provincia de Chile formada por casi la totalidad del archipiélago de Chiloé, que está compuesto por la isla Grande de Chiloé y una serie de otras más pequeñas (más de cuarenta en total), con una extensión de 9181 km². Únicamente las islas Desertores no se encuentran bajo la jurisdicción de la provincia.
Se encuentra situada en la región de Los Lagos y su capital es la ciudad de Castro.

## Comunas
La provincia está constituida por 10 comunas:
| Comuna          | Escudo | Población (2024) | %      |
| --------------- | ------ | ---------------- | ------ |
| Ancud           |        | 40 949 hab.      | 23,18% |
| Castro          |        | 46 997 hab.      | 26,05% |
| Chonchi         |        | 16 078 hab.      | 8,83%  |
| Curaco de Vélez |        | 3 662 hab.       | 2,28%  |
| Dalcahue        |        | 14 984 hab.      | 8,18%  |
| Puqueldón       |        | 4 048 hab.       | 2,33%  |
| Queilén         |        | 5 690 hab.       | 3,2%   |
| Quellón         |        | 28 460 hab.      | 16,17% |
| Quemchi         |        | 8 409 hab.       | 4,97%  |
| Quinchao        |        | 7 678 hab.       | 4,81%  |

## Historia
En 1974, el decreto Ley N° 575 fue la base para la creación de las 13 regiones iniciales, y fue en este proceso de regionalización que se crea la región de Los Lagos, con las provincias de Chiloé (a partir de la antigua provincia de Chiloé), Llanquihue, Osorno, Palena y Valdivia. La región es regida por un intendente, y la provincia es regida por un gobernador. Se reforma el nivel provincial y el nivel comunal. Se suprimen los departamentos y distritos (estos últimos actualmente se utilizan por el INE como distritos censales para efectos de los censos). 
En 1972 se presentó por primera vez una ley en referencia al proyecto de construcción de un puente que permitiera unir la Isla Grande con el territorio continental, idea promovida por el entonces diputado por la zona Félix Garay . La idea de la construcción de este viaducto solo comenzaría a concretarse durante el gobierno de Ricardo Lagos el que lanzó el proyecto como parte de las obras para celebrar el Bicentenario del país. Sin embargo, durante 2006, el proyecto del Puente Bicentenario fue cancelado luego que el costo estimado superara con creces lo presupuestado inicialmente. El día 21 de mayo de 2012, el presidente Sebastián Piñera anunció la construcción del puente con un costo máximo de 762 millones de dólares.

## Autoridades

### Gobernador provincial (1990-2021)

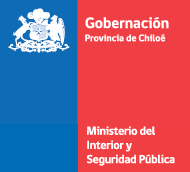
Logotipo de la Gobernación de la Provincia de Chiloé hasta 2021.

Al crearse la provincia de Chiloé en 1826, se designó como su primer gobernador al coronel José Santiago Aldunate, quien fue destituido durante una revolución ese mismo año y, una vez sofocada, volvió a su puesto. Los gobernadores provinciales de Chile eran cargos designados por el presidente de la República.
| Gobernador(a)                    | Partido             | Partido | Inicio                  | Final                   | Presidente(a)           | Presidente(a)     |
| -------------------------------- | ------------------- | ------- | ----------------------- | ----------------------- | ----------------------- | ----------------- |
| Gabriel Ascencio Mancilla        |                     | PDC     | 11 de marzo de 1990     | 1993                    |                         | Patricio Aylwin   |
| Nelson Hugo Águila Serpa         |                     | PDC     | 1 de diciembre de 1992  | 11 de marzo de 1994     |                         | Patricio Aylwin   |
| Nelson Hugo Águila Serpa         | 11 de marzo de 1994 | PDC     | 31 de julio de 1996     |                         | Eduardo Frei Ruíz-Tagle |                   |
| Jaime Moraga Carrasco            |                     | PDC     | 1996                    | 11 de marzo de 2000     | Eduardo Frei Ruíz-Tagle |                   |
| Víctor Hugo Márquez Altamirano   |                     | PDC     | 11 de marzo de 2000     | 28 de diciembre de 2001 |                         | Ricardo Lagos     |
| Juan Domingo Galleguillos        |                     | PDC     | 28 de diciembre de 2001 | 11 de marzo de 2006     |                         | Ricardo Lagos     |
| Jenny Álvarez Vera               |                     | PS      | 11 de marzo de 2006     | 2007                    |                         | Michelle Bachelet |
| Albán Mancilla Díaz              |                     | PS      | 2007                    | 11 de marzo de 2010     |                         | Michelle Bachelet |
| César Zambrano Núñez             |                     | RN      | 17 de marzo de 2010     | 11 de marzo de 2014     |                         | Sebastián Piñera  |
| Claudia Patricia Placencio Muñoz |                     | PPD     | 11 de marzo de 2014     | 18 de marzo de 2014     |                         | Michelle Bachelet |
| Pedro Bahamondez Barría          |                     | PDC     | 19 de marzo de 2014     | 10 de noviembre de 2016 |                         | Michelle Bachelet |
| René Garcés Álvarez              |                     | PDC     | 10 de noviembre de 2016 | 11 de marzo de 2018     |                         | Michelle Bachelet |
| Fernando Bórquez Montecinos      |                     | RN      | 11 de marzo de 2018     | 20 de noviembre de 2020 |                         | Sebastián Piñera  |
| Pedro Andrade Pérez              |                     | RN      | 20 de noviembre de 2020 | 14 de julio de 2021     |                         | Sebastián Piñera  |

### Delegado presidencial provincial (desde 2021)

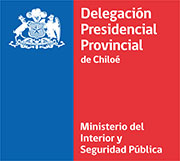
Logotipo de la Delegación Presidencial Provincial de Chiloé desde 2021.

Nuevo cargo que reemplaza la figura de Gobernador provincial.
| Delegado(a)             | Partido                 | Partido | Inicio                  | Final                   | Presidente(a) | Presidente(a)    |
| ----------------------- | ----------------------- | ------- | ----------------------- | ----------------------- | ------------- | ---------------- |
| Pedro Andrade Pérez     |                         | RN      | 14 de julio de 2021     | 11 de marzo de 2022     |               | Sebastián Piñera |
| Mariela Nuñez Ávila     |                         | RD      | 11 de marzo de 2022     | 11 de noviembre de 2022 |               | Gabriel Boric    |
| Enzo Jaramillo Hott (s) |                         | PS      | 11 de noviembre de 2022 | 16 de diciembre de 2022 |               | Gabriel Boric    |
| Armando Barría Oyarzún  | 16 de diciembre de 2022 | PS      | 18 de noviembre de 2023 |                         |               | Gabriel Boric    |
| Marcelo Malagueño Maira |                         | PR      | 4 de diciembre de 2023  | En el cargo             |               | Gabriel Boric    |

## Economía
En 2018, la cantidad de empresas registradas en la provincia de Chiloé fue de 3.153. El Índice de Complejidad Económica (ECI) en el mismo año fue de 0,07, mientras que las actividades económicas con mayor índice de Ventaja Comparativa Revelada (RCA) fueron Reproducción y Cría de Moluscos y Crustáceos (232,82), Transporte de Carga por Vías de Navegación Interiores (221,31) y Reparación de Instrumentos de Óptica y Equipo Fotográficos (101,97).

## Ciudades

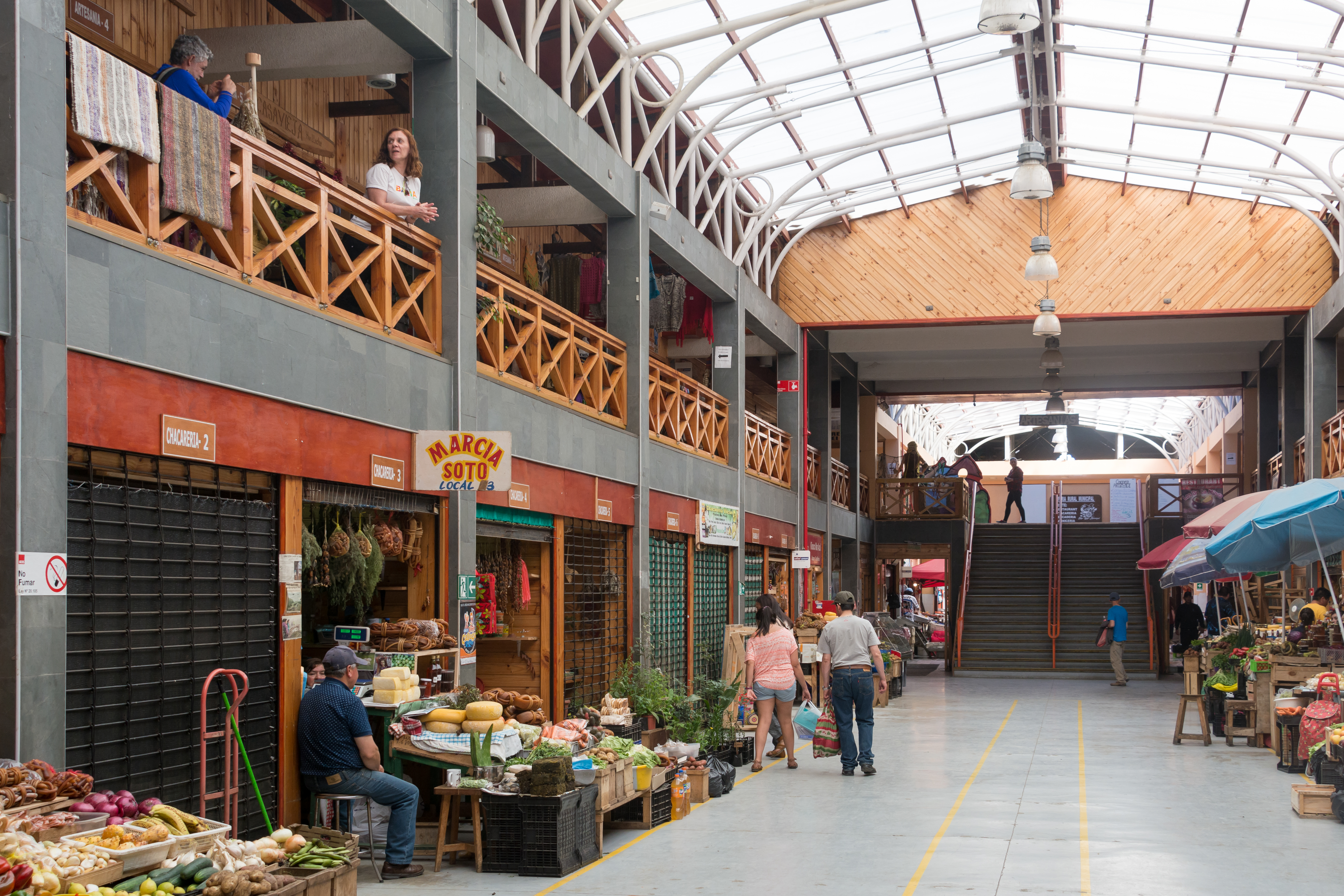
La Feria Municipal de Ancud.

Las principales ciudades y pueblos son:
- Castro: 43 807 habitantes. Fundada en 1567 es la ciudad más poblada de la isla, y la capital de la provincia de Chiloé desde 1982. Posee un controvertido mall y los famosos palafitos.[13]

- Ancud: 38 991 habitantes. Fundada en 1767, fue la capital de la provincia de Chiloé hasta 1982; y es la segunda ciudad más importante de la isla. Allí se encuentra el Museo Regional de Ancud, que conserva objetos históricos, artesanales y representaciones de seres mitológicos.[13]

- Quellón: 27 192 habitantes, la tercera más grande de Chiloé. La ciudad fue fundada en 1905 por una compañía destilatoria que decayó en 1952. Su nombre original era Llauquil.[13]

- Dalcahue: 13 672 habitantes. Famoso por su feria artesanal que se efectúa los domingos por la mañana. Allí se pueden adquirir tejidos y cestería provenientes de las localidades vecinas. Es paso obligado para cruzar a la Isla de Quinchao.[13]

- Chonchi: 14 858 habitantes. Fundada en 1754, es conocida como la "ciudad de los tres pisos" debido a su verticalidad, se caracteriza por sus construcciones en ciprés.[13]

- Queilén: 5385 habitantes, Fundada en 1778, es un puerto asentado en una larga península. Los jesuitas se radicaron en Queilén en el siglo XVIII, pero el pueblo solo pudo surgir a fines del siglo XIX. Se encuentra a casi media hora de Chonchi.[13]

- Quemchi: 8352 habitantes. Fundada en 1881, es el lugar de nacimiento de uno de los escritores más importantes de Chile, Francisco Coloane.[13]

Este archipiélago se caracteriza por su arquitectura en madera. Destacables son sus viviendas en tierra y palafitos, edificios públicos e iglesias.
Este conjunto de islas fue el último bastión de la resistencia realista durante el proceso de independencia de Chile, pudiéndose hallar aún construcciones de la época colonial, como el fuerte San Antonio, levantado en piedra el año 1770 en Ancud.
Otros lugares de interés turístico son el parque nacional Chiloé, el Fuerte Agüi, Cucao, el Fortín de Tauco.

## Banderas

Ancud

## Galería de imágenes

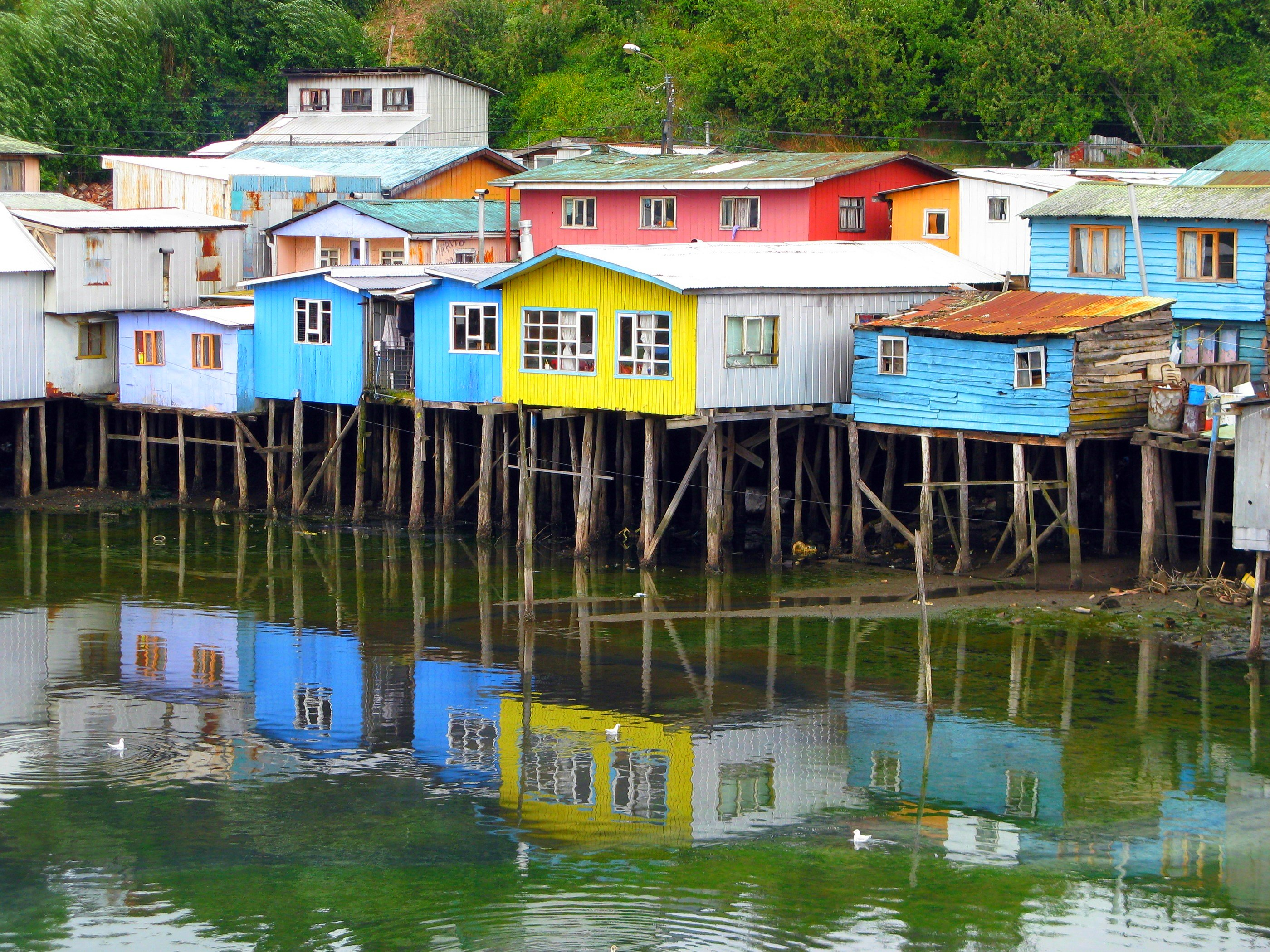
Palafitos en Castro.
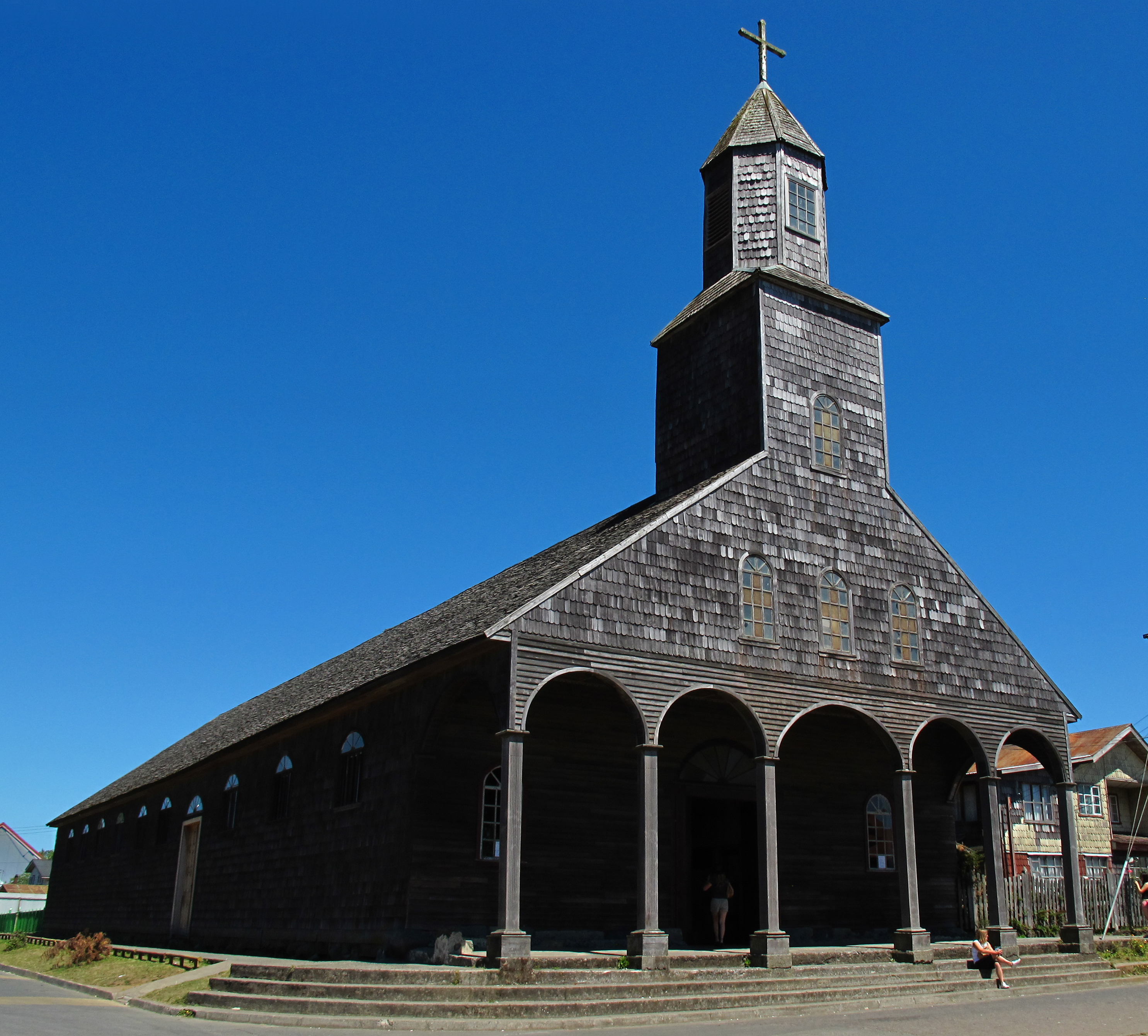
Iglesia Santa María de Loreto de Achao, isla de Quinchao.
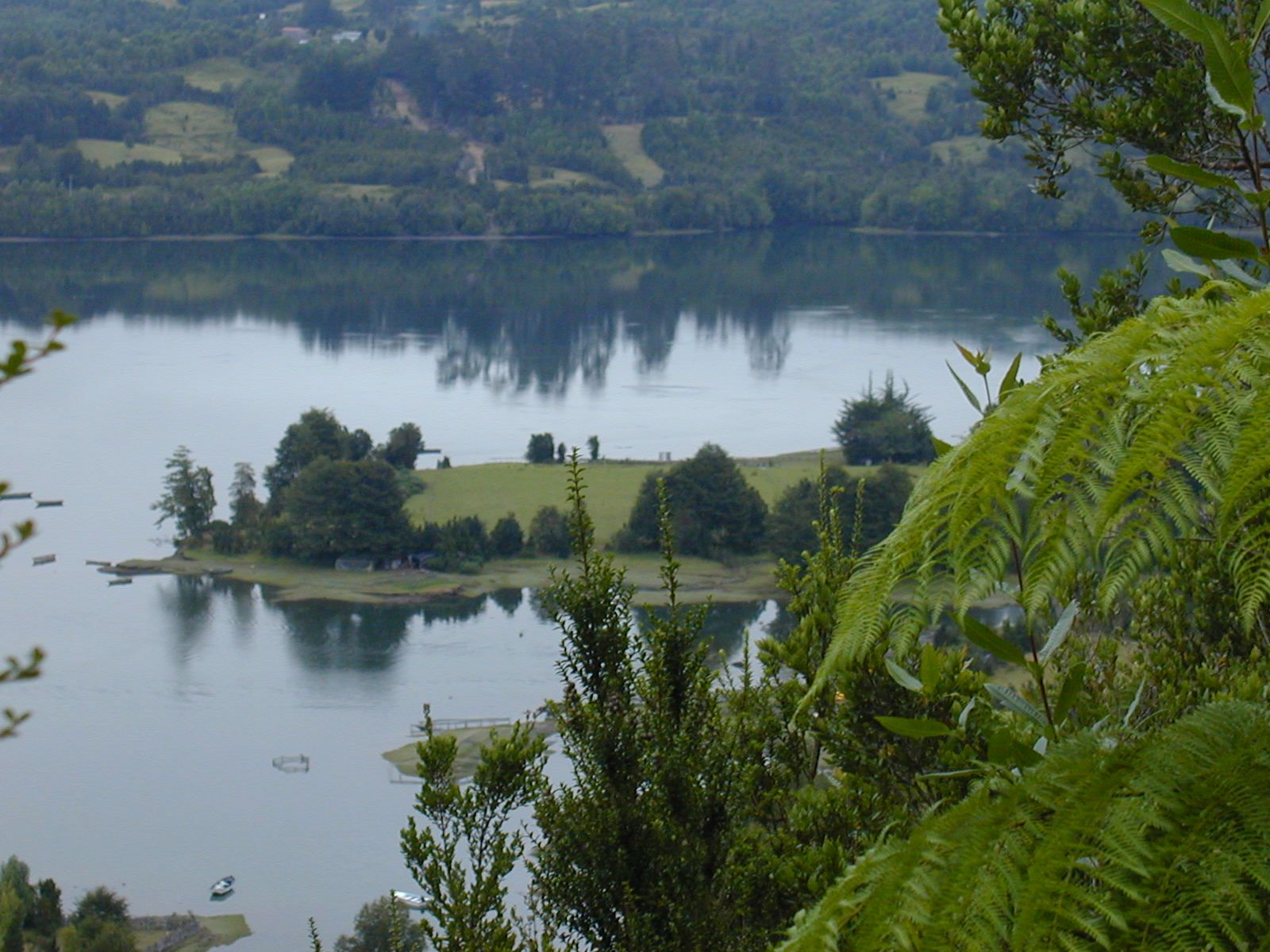
Paisaje típico de Chiloé.
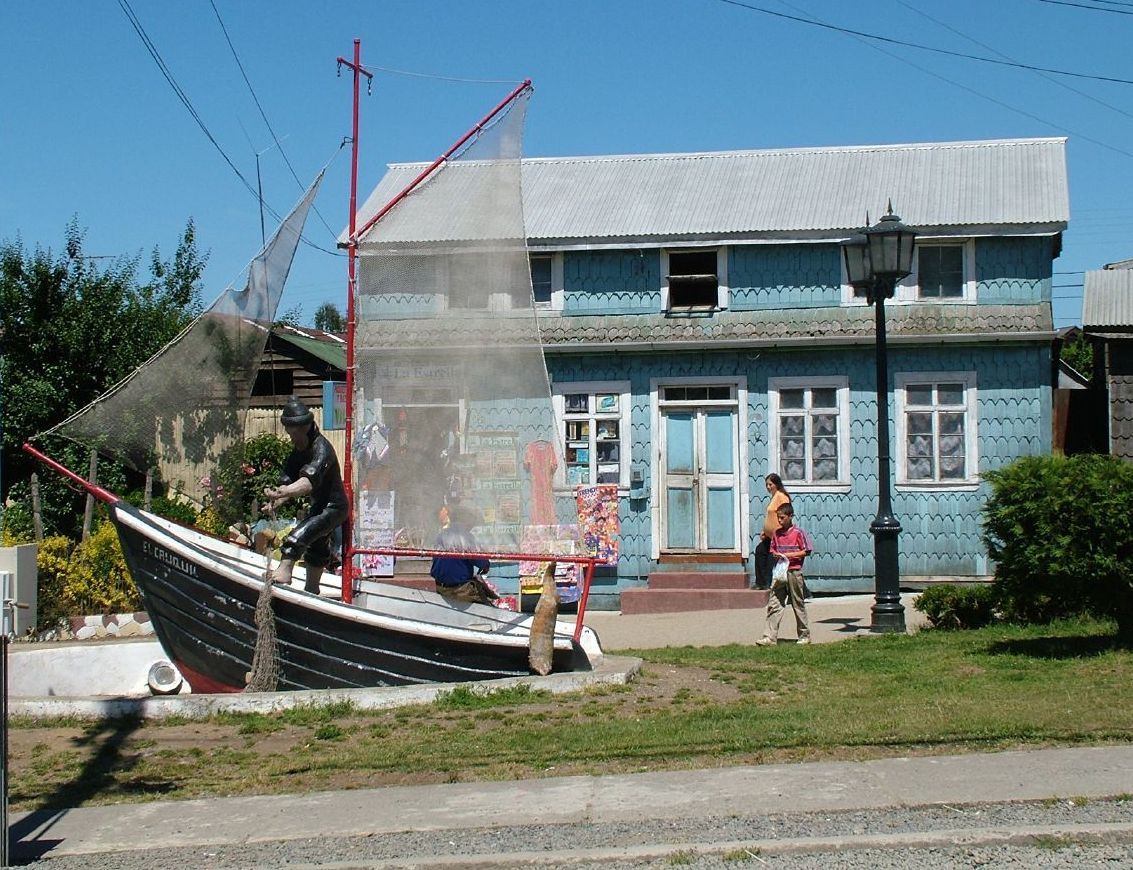
Monumento a los pescadores de Dalcahue.
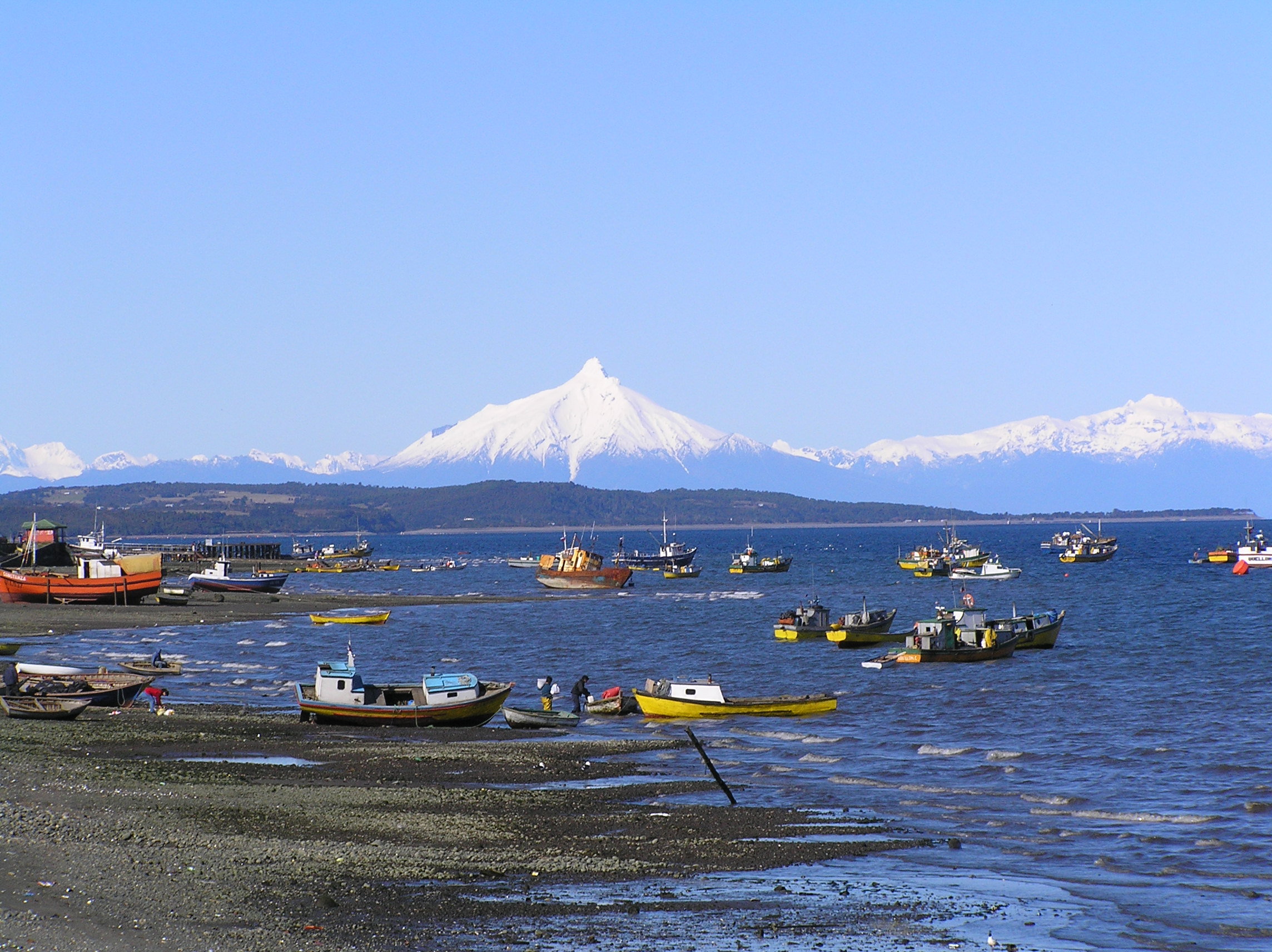
Costanera de Quellón, con el volcán Corcovado y la cordillera de Los Andes de fondo.
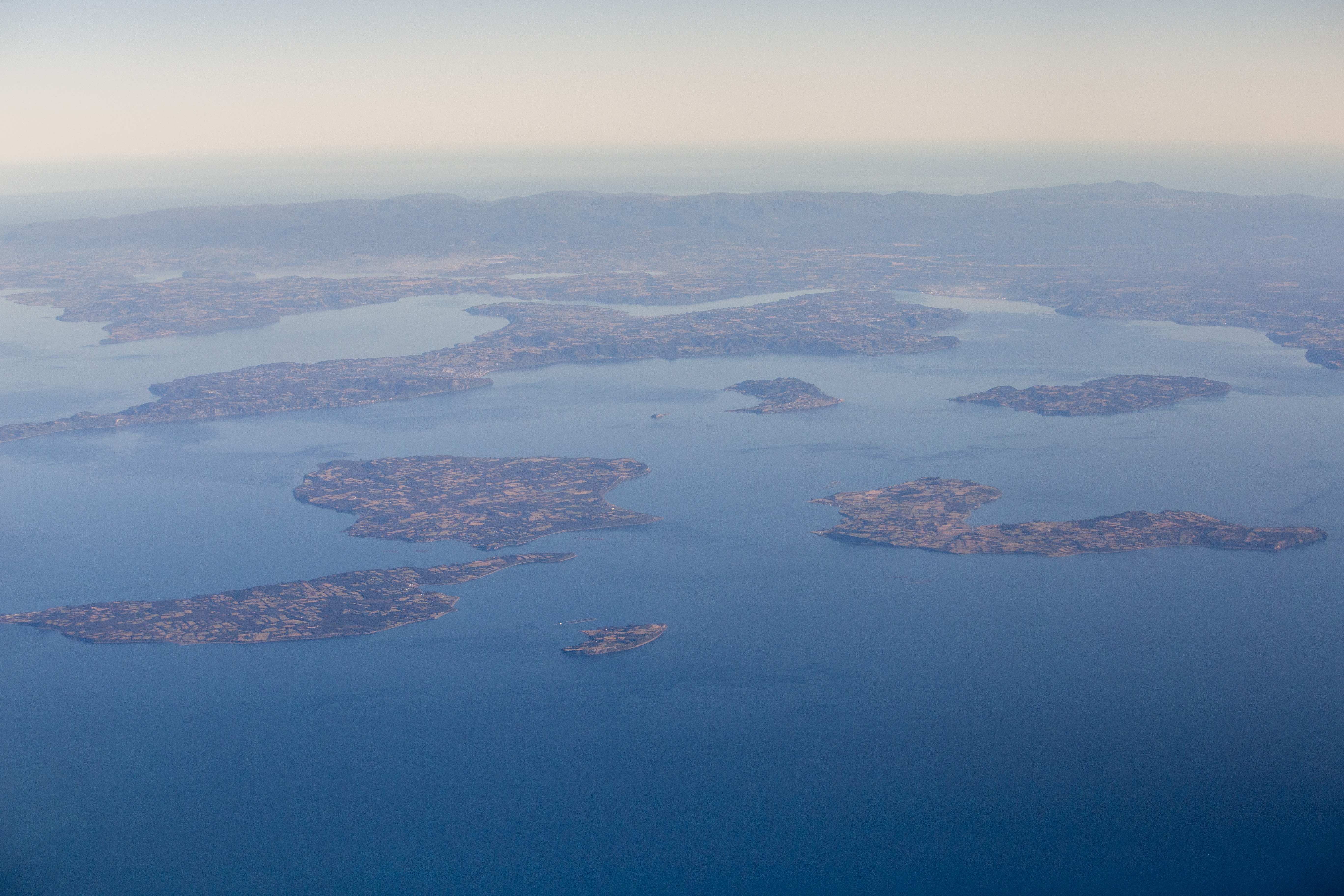
Vista aérea del árchipielago desde el lado oriente
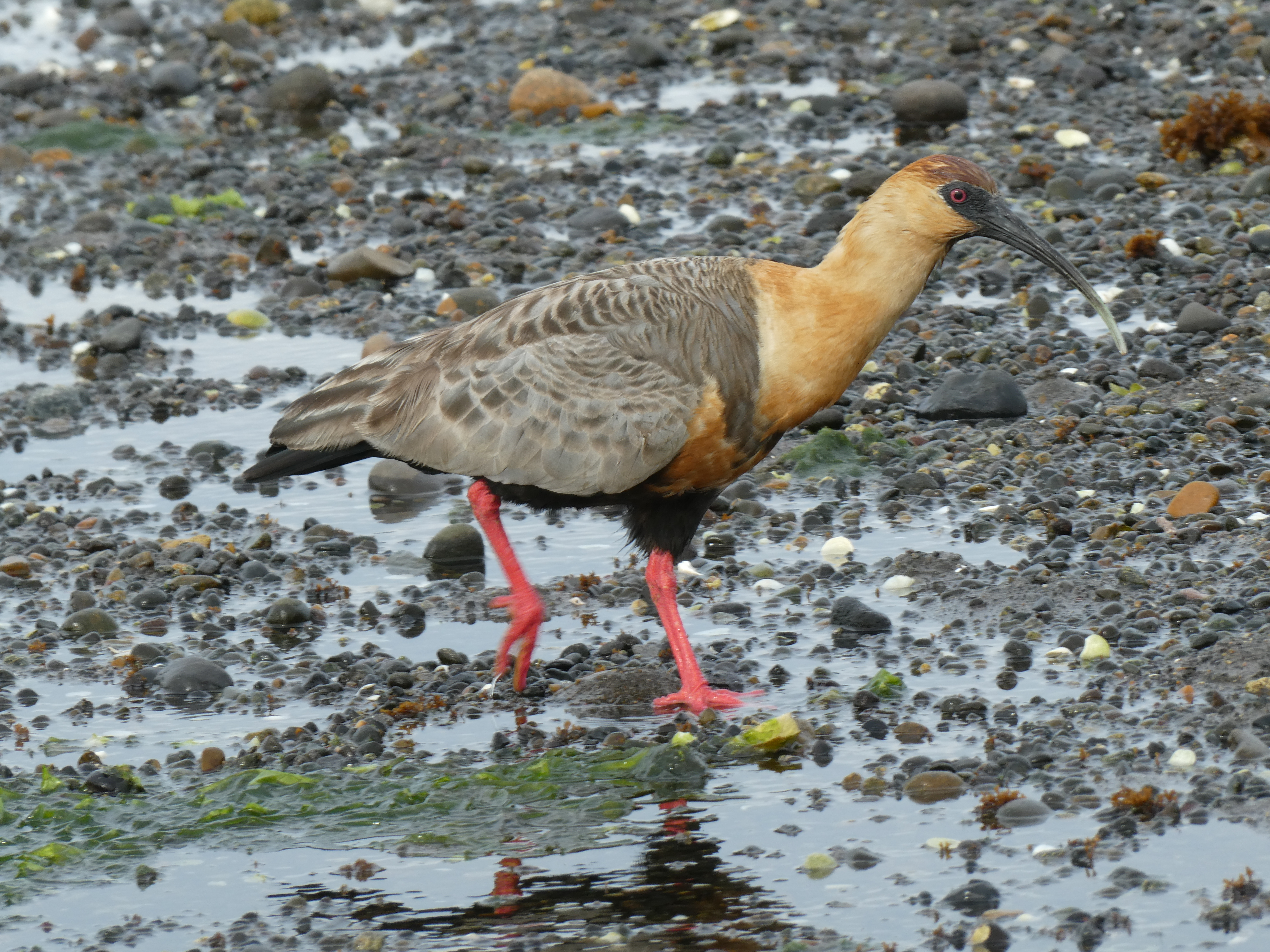
Bandurria, una de las aves típicas de la zona
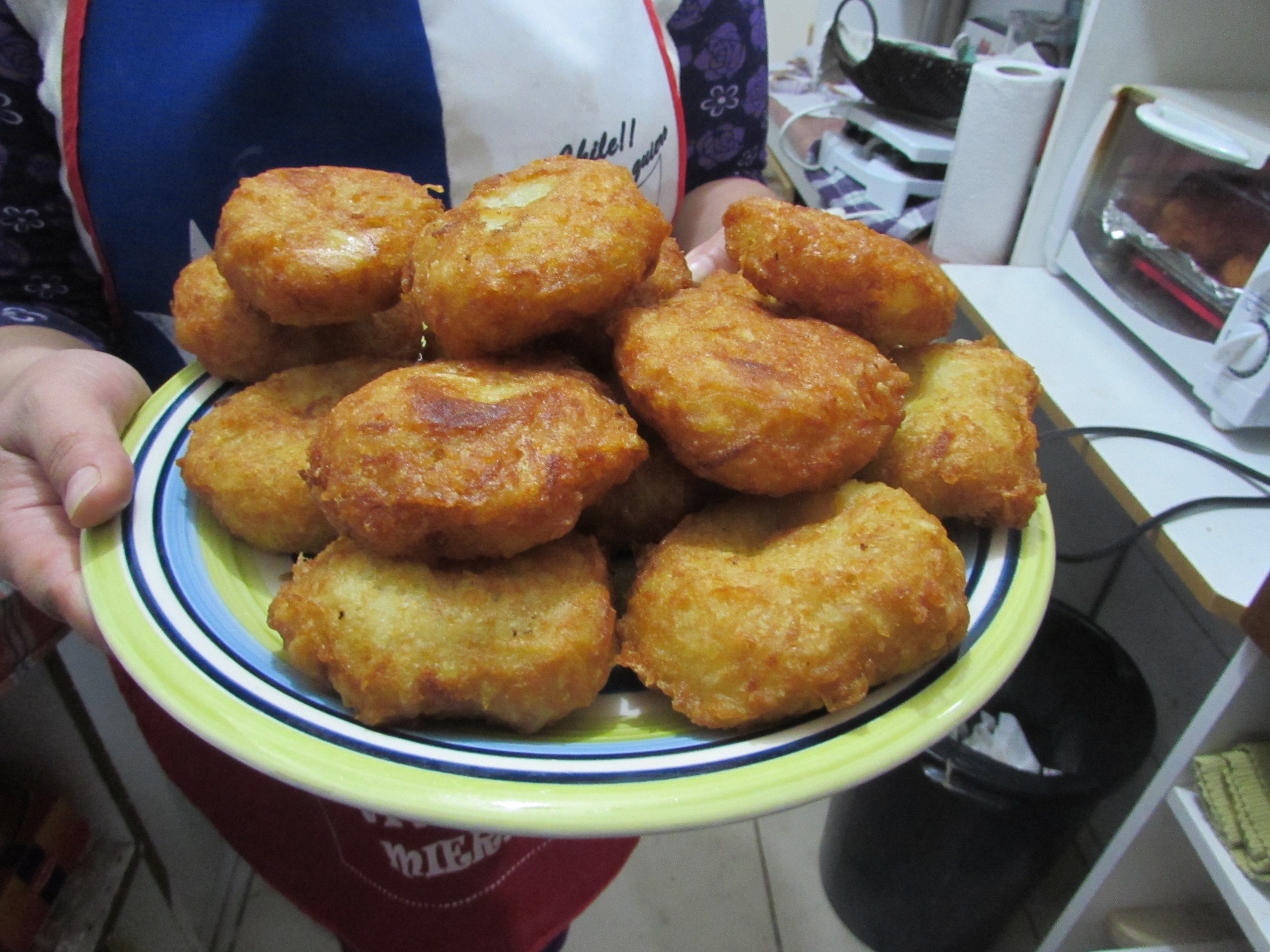
Un plato de milcaos chilotes.
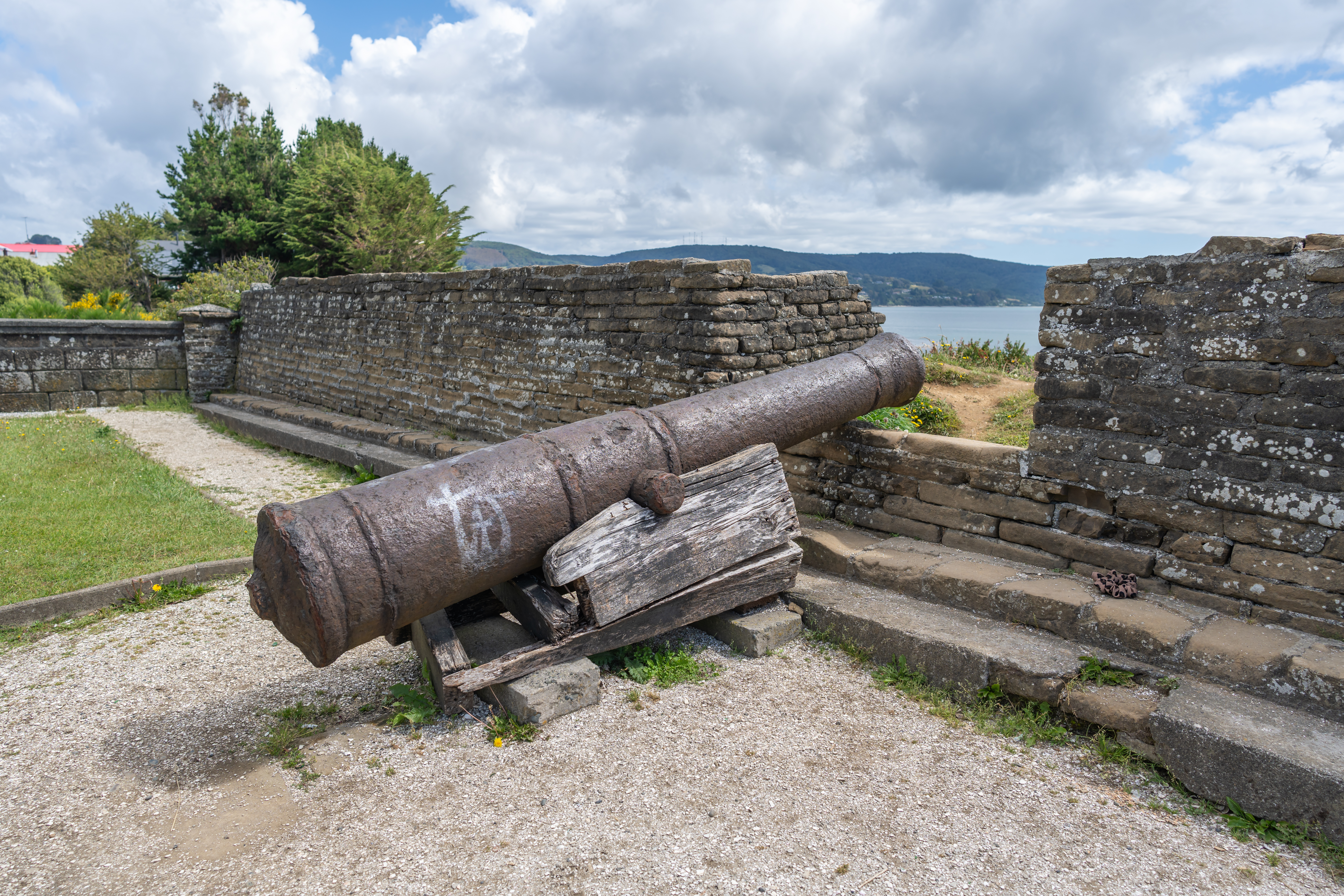
Una vista del Fuerte San Antonio